# 231 H 1 à 30

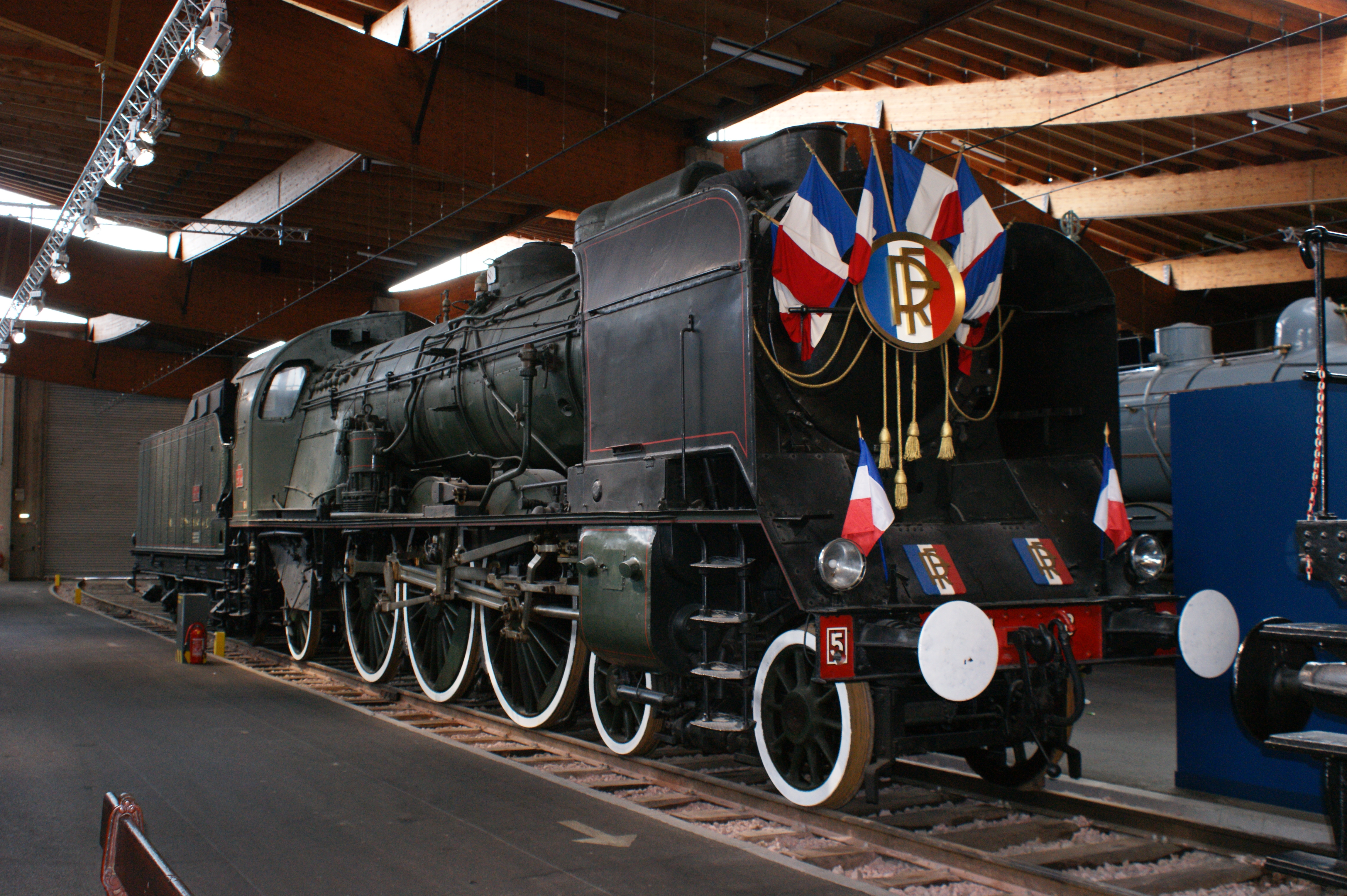
La 231 H8 à la cité du train à Mulhouse

Les 231 H 1 à 30 sont des locomotives de vitesse de type 231 Pacific pour trains de voyageurs de la SNCF. Les locomotives sont transformées à partir du prototype PLM 231 H 141.
Elles forment avec d'autres séries ressemblantes la famille des Pacific PLM et en sont les machines les plus abouties et les plus puissantes avec plus de 3200 ch indiqués.

## Histoire
La série de machines est issue de locomotives  231 A 1 à 71 et des machines 231 B 1 à 20. Elle se compose de 
- 17 unités prélevées dans la série des 231 A
- 12 unités prélevées dans la série des 231 B

Ces machines sont transformées entre 1938 et 1948.
À cette série s'ajoute le prototype 231 H 141, réimmatriculé 231 H 1

## Machine préservée
La 231 H 8, ex 6143 construite par la Société française de constructions mécaniques (Cail) en 1912, est préservée à la Cité du train à Mulhouse.

## Caractéristiques
Les caractéristiques suivantes sont extraites de la fiche technique PLM,.
- Surface de grille : 4,25 m2
- Surface de chauffe foyer + tubes : 203,82 m2
- Surface de surchauffe : 49,50 m2
- Nombre d'éléments : 150 + 26 éléments de surchauffe
- Nombre de cylindres : 2 BP et 2 HP
- Diamètre cylindres HP : 400 mm
- Course pistons HP : 650 mm
- Diamètre cylindres BP : 650 mm
- Course pistons BP : 650 mm
- Pression de la chaudière : 20 kg/cm2
- Diamètre des roues motrices : 2 000 mm
- Diamètre des roues du bissel : 1 360 mm
- Diamètre des roues du boggie : 1 020 mm
- Masse à vide : 93.430 tonnes
- Masse en ordre de marche : 102.320 tonnes
- Masse adhérente : 57 tonnes
- Longueur hors tout de la locomotive seule : 13,99 m
- Puissance maximum indiquée à 120 km/h : 2 397 kW
- Puissance maximum à la jante à 100 km/h : 2260 kW
- Puissance maximum au crochet du tender à 100 km/h : 1849 kW
- Vitesse maxi en service : 130 km/h

Tender 30 A :
- Tare du tender : 27,05 t
- Capacité en eau : 30 m3
- Capacité en charbon : 7,0 t
- Masse du tender en charge : 64,70 t
- Longueur du tender : 9.460 m

## Modélisme
Les 231 H ont été reproduites à l'échelle HO par Antal, repris ensuite par Bascou. La firme suisse de haut de gamme Lemaco a aussi reproduit les 231 H et notamment la 231 H 8. La firme française haut de gamme REE Modèles a annoncé un modèle de 231H pour le printemps 2018.